# Тіщенко Сергій Володимирович
Сергі́й Володи́мирович Ті́щенко (1982—2014) — рядовий міліції, Міністерство внутрішніх справ України, батальйон патрульної служби міліції особливого призначення «Артемівськ», учасник російсько-української війни.

## З життєпису
Народився 1982 року в місті Донецьк. Одружився; подружжя виховувало дітей.
В часі війни — міліціонер; батальйон патрульної служби міліції особливого призначення Артемівськ.
Помер 11 серпня 2014 року в лікарні від поранень, яких зазнав під час бойового зіткнення з терористами біля Горлівки.
Без Сергія лишилися батьки, сестра, дружина, донька 2008 р.н. і син 2012 р.н.
Похований в місті Бахмут.

## Нагороди та вшанування
- 14 листопада 2014 року за особисту мужність і героїзм, виявлені у захисті державного суверенітету та територіальної цілісності України, вірність військовій присязі під час російсько-української війни, відзначений — нагороджений орденом «За мужність» III ступеня (посмертно)
- його портрет розміщений на меморіалі «Стіна пам'яті полеглих за Україну» у Києві: секція 2, ряд 2, місце 34.